# Oecanthus burmeisteri
Oecanthus burmeisteri är en insektsart som beskrevs av Henri Saussure 1877. Oecanthus burmeisteri ingår i släktet Oecanthus och familjen syrsor. Inga underarter finns listade i Catalogue of Life.